# La Laja, Coatzintla
La Laja är en ort i Mexiko.   Den ligger i kommunen Coatzintla och delstaten Veracruz, i den sydöstra delen av landet, 210 km nordost om huvudstaden Mexico City. La Laja ligger 76 meter över havet och antalet invånare är 717.
Terrängen runt La Laja är platt åt sydost, men åt nordväst är den kuperad. Runt La Laja är det ganska tätbefolkat, med 166 invånare per kvadratkilometer. Närmaste större samhälle är Poza Rica de Hidalgo, 7,0 km nordost om La Laja. Omgivningarna runt La Laja är en mosaik av jordbruksmark och naturlig växtlighet.